# Tereza Virginia
Tereza Virginia de Almeida (Rio de Janeiro, ) é uma compositora e cantora brasileira. Começou a escrever na adolescência, fez teatro com Perfeito Fortuna e seguiu carreira acadêmica. Formou-se em Letras pela Universidade Estadual do Rio de Janeiro em 1985. Estudou canto com a soprano Clarice Sjznbrum do Quadro Cervantes. Cursou mestrado e doutorado na Pontifícia Universidade Católica do Rio de Janeiro (PUC/RJ).

## Vida profissional
Defendeu, em 1991, a dissertação Oswald poeta: por uma leitura pós-moderna e, em 1995, a tese de doutorado Ausência lilás da semana de arte moderna. A parte experimental da tese foi desenvolvida sob supervisão da professora Linda Hutcheon na Universidade de Toronto/Canadá. Em 1996, Tereza Virginia de Almeida começou a atuar como Professora de Literatura Brasileira na Universidade Federal de Santa Catarina.
Especialista no pós-moderno, em 1999, cursou pós-doutorado na Universidade Stanford. Em 2004, criou junto a UFSC o Núcleo de Estudos Poético-Musicais, assim como uma revista eletrônica especialmente dedicada às relações entre música e literatura, a Repom. e passou a concentrar sua pesquisa na canção popular e, mais adiante, na vocalidade.
Em 2008, lançou o CD Tereza Virginia pelo selo Beluga Records. Neste trabalho a compositora investiga as possibilidades da palavra poética através dos mais diferentes gêneros da música brasileira. Com arranjos do pianista catarinense Luiz Gustavo Zago, o CD ostenta parcerias com nomes como Emilio Pagotto, Chico Saraiva, Ive Luna, Luiz Zago e Beatriz Sanson. Suas composições passam pelo xote, pelo samba, pelo fado.
Em 2011, Tereza Virginia lança o CD Aluada, resultado do Prêmio Elizabete Anderle da Fundação Catarinense de Cultura. No CD, com direção musical de Julio Cordoba, participam músicos de Florianópolis ligados à tradição do choro e do samba (Raphael Galcer, Julio Cordoba, Fernanda da Silveira e Bernardo Sens).

## Discografia
- 2008 - Tereza Virginia (Beluga Records)
- 2011 - Aluada
- 2018 - Bemmevi
- 2018 - Vidavi, sigle, clip
- 2022 - Lara , single